# Perovszkit (szerkezet)

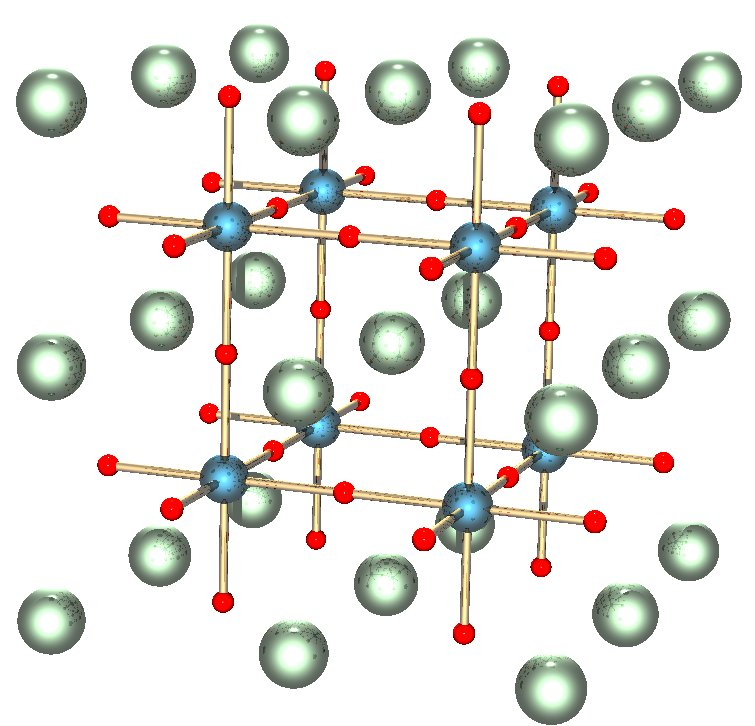
Elméleti, szennyezésmentes ABX_{3} képletű perovszkit ábrája. A piros gömbök X iont, általában oxigént (O^{2−}), a kék gömbök B iont, általában kis átmérőjű fém kationt, például titániont (Ti^{4+}) a zöld gömbök pedig A iont, nagyobb fémiont, például kalciumiont (Ca^{2+}) ábrázolnak. Az ábra torzításmentes, szabályos (köbös) kristályrendszert mutat, de a szimmetria rend számos perovszkit esetében orto-rombosra, tetragonálisra vagy trigonálisra torzul

A perovszkit szerkezet olyan ásvány kristályszerkezete, ami nagyjából megegyezik a kalcium-titanát (CaTiO3) szerkezetével és a következő általános képlettel írható le:  XIIA2+VIB4+X2−3, vagyis ahol az oxigénion a szabályos (köbös) kristályrendszerben oldal-centrált helyzetben van.
Kalcium-titanát (CaTiO3) előállítása

### 1. Szilárdtest-reakció módszer
A szilárdtest-reakció módszerrel történő kalcium-titanát előállítása a következő lépésekből áll:
1. Alapanyagok előkészítése:
  - Kalcium-karbonát (CaCO3)
  - Titán-dioxid (TiO2)
2. Keverés:
  - A két anyagot finoman összekeverjük, hogy homogén keveréket kapjunk.
3. Hőkezelés:
  - A keveréket magas hőmérsékleten, általában 1000–1200 °C között hevítjük.
  - Ekkor a következő reakció játszódik le: CaCO3+TiO2→CaTiO3+CO2
4. Hűtés:
  - A hőkezelés után hagyjuk a mintát lehűlni, így a végtermék a kalcium-titanát, CaTiO3.

Csoportok:
- Oxid perovszkitok:
  - CaTiO3
  - SrTiO3
  - BaTiO3
- Halogenid perovszkitok:
  - CH3NH3PbI3
  - CsPbBr3
  - HC(NH2)2PbI3
- Dupla perovszkitok:
  - Cs2AgBiBr6
  - Ba2MnO6
- Réteges perovszkitok:
  - Sr2NbO4
  - (BA)2PbI4 (BA = butilammónium)
- Hibrid szerves-szervetlen perovszkitok:
  - CH3NH3PbI3
  - HC(NH2)2PbI3

## Fordítás
Ez a szócikk részben vagy egészben  a   Perovskite (structure) című angol Wikipédia-szócikk fordításán alapul.  Az eredeti cikk szerkesztőit annak laptörténete sorolja fel. Ez a jelzés csupán a megfogalmazás eredetét és a szerzői jogokat jelzi, nem szolgál a cikkben szereplő információk forrásmegjelöléseként.

## Lásd még

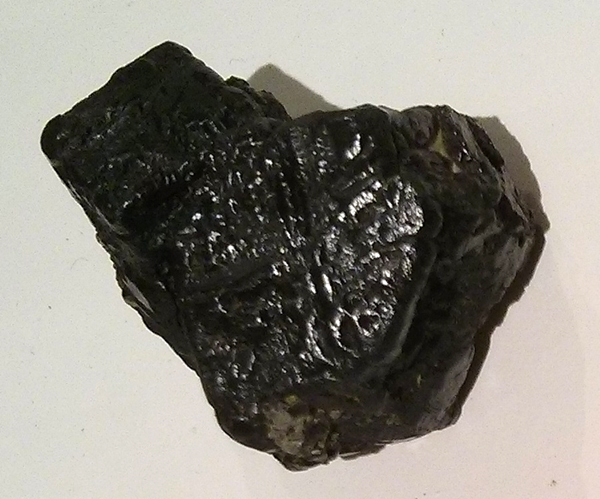
Perovszkit ásvány (kalcium-titanát) minta Kuszából (Oroszország). A kép a Harvard Museum of Natural History, USA Harvard-i Természettudományi Múzeum felvétele.)

Perovszkit
Perovszkit napelemek